# 11419 Donjohnson
11419 Donjohnson este un asteroid din centura principală de asteroizi.

## Descriere
11419 Donjohnson este un asteroid din centura principală de asteroizi. A fost descoperit pe 16 mai 1999 la Kitt Peak National Observatory în cadrul proiectului Spacewatch. Asteroidul prezintă o orbită caracterizată de o semiaxă mare de 3,02 ua, o excentricitate de 0,08 și o înclinație de 11,3° în raport cu ecliptica.